# ジョアオ・マゲイジョ

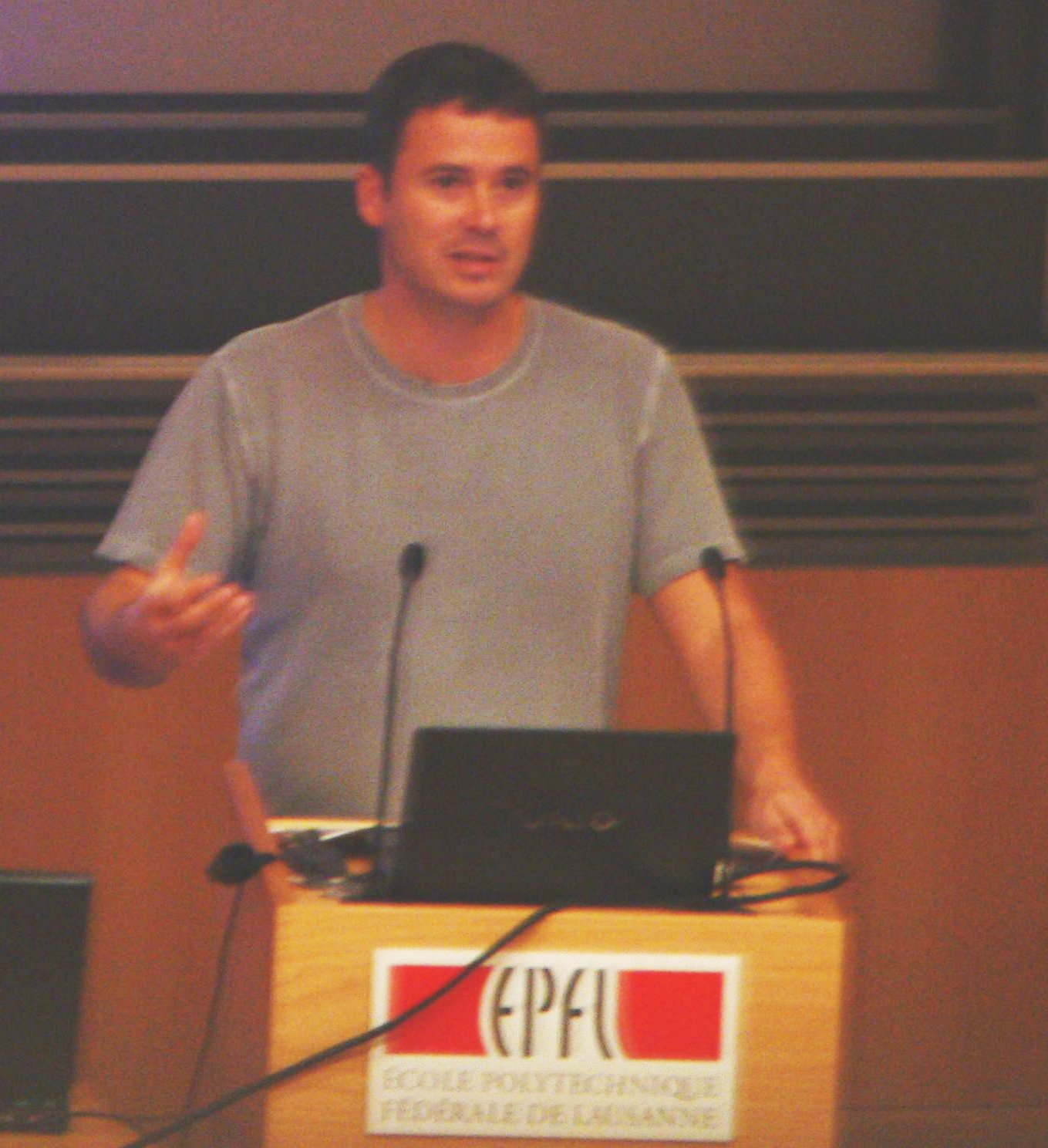
2005年11月11日、スイス連邦大学のjournée de la Scienceにて撮影。

ジョアオ・マゲイジョ（João Magueijo、1967年-）は、ポルトガルの宇宙物理学者である。インペリアル・カレッジ・ロンドンの理論物理学教授。光速変動理論(VSL理論）の先駆者として知られる。無神論者である。

## 経歴
ジョアオ・マゲイジョはリスボン大学で物理学を専攻し、ケンブリッジ大学にてPh.D.を取得。彼はケンブリッジ大学セント・ジョンズ・カレッジ特別研究員資格(research fellowship)を得た。同様の特別研究員としてはポール・ディラック。アブドゥッサラームがいる。彼はまたプリンストン大学、ケンブリッジ大学の教員を勤め、現在インペリアル・カレッジ・ロンドン教授として学部生向けの一般相対性理論の講義と院生向けの高等一般相対性理論の講義を受け持っている。
1998年、マゲイジョはen:Andreas Albrechtとチームを組み、宇宙論における光速変動理論の研究をした。これは初期宇宙では光速は現在よりも早かったとする理論であり、その速さは現在の光速よりも60桁も上回ると主張するものである。これは地平線問題en:Horizon problemを説明するものであり、インフレーション理論に替わるものとされている。